# Цилиопатии
Цилиопатии — генетически обусловленные заболевания, возникающие при нарушении структуры или функции цилий.

## Структура и функции цилий
Цилии (реснички или жгутики) представляют собой эволюционно консервативные органеллы, расположенные на апикальной поверхности эукариотических клеток. В зависимости от внутренней структуры и выполняемой функции все цилии можно разделить на два основных типа: подвижные (флагеллы) и неподвижные (сенсорные).
Исторически, флагеллы являются наиболее изученным типом цилий. Обычно расположенные в большом количестве на поверхности клеток, флагеллы создают волнообразное биение, которое, в свою очередь, обуславливает движение одиночных клеток и течение различных тканевых жидкостей. Ярким примером может служить течение цереброспинальной жидкости в желудочках головного мозга, а также движение яйцеклеток и сперматозоидов относительно соответствующего репродуктивного тракта. Внутренняя структура флагелл (аксонема) может быть охарактеризована формулой (9+2), где девять периферически расположенных дублетов микротрубочек окружают две синглетные микротрубочки в центре. Наличие аксонемного динеина в структуре флагелл обеспечивает взаимное скольжение микротрубочек и, как следствие, волнообразное биение всей органеллы.
В отличие от флагелл, сенсорные цилии являются солитарными органеллами. Этот тип цилий не имеет центральных синглетных микротрубочек (9+0) и аксонемных динеинов. Вследствие этого, сенсорные цилии теряют способность к биению и в основном содержат различные рецепторные белки на своей поверхности, выполняя сенсорные функции. Одним из примеров клеток с сенсорными цилиями являются палочки и колбочки сетчатки глаза.

## Молекулярные механизмы цилиопатий
Цилиогенез (процесс образования цилий) может быть разделен на четыре основные стадии: формирование центриолей, миграция центриолей к апикальной мембране, трансформация центриолей в базальные тельца, формирование аксонемы и ассоциированных структур. Мутации генов, контролирующих данные процессы, в подавляющем большинстве случаев приводят к структурным аномалиям цилий, и, как следствие, к развитию цилиопатий. Наиболее изученными цилиопатийными генами являются гены, контролирующие процесс интрафлагеллярного транспорта. Отдельно стоит отметить гены, кодирующие функциональные протеины цилий. Мутации некоторых из них (например, полицистинов) также приводят к возникновению цилиопатий.

## Цилиопатийные синдромы
В организме человека цилии присутствуют практически на любых типах клеток и выполняют как мотильные, так и сенсорные функции. Вследствие распространённости цилий, их структурные или функциональные дефекты вызывают широкий спектр патологий и синдромов (цилиопатий), включая:
- Синдром Альстрёма (Alström syndrome)
- Синдром Барде — Бидля (Bardet-Biedl syndrome)
- Синдром Сениора-Локена (Senior-Løken syndrome)
- Синдром Жубера (Joubert syndrome)
- Синдром Меккель-Грубера (Meckel-Gruber syndrome)
- Синдром Картагенера (Kartagener syndrome)
- Врожденный амавроз Лебера (Leber’s congenital amaurosis)
- ОФД-синдром I типа (Oral-facial-digital syndrome type I — OFD I)
- Синдром Жене (Jeune syndrome)
- Синдром Эллис-ван-Кревельда (Ellis van Creveld syndrome)
- Синдром Сенсебреннера (Sensenbrenner syndrome)
- Синдром коротких рёбер — полидактилии (Short rib — polydactyly syndrome)
- Синдром Фон Хиппеля-Линдау (Von Hippel-Lindau syndrome)
- Синдром Лоу (Lowe syndrome)

Цилиопатии являются плейотропными патологиями и характеризуются такими клиническими симптомами, как поликистоз почек, печени и поджелудочной железы, деградация сетчатки глаза, асимметрия висцеральных органов, полидактилия, челюстно-лицевые дефекты и дефекты одонтогенеза, дефекты нервной системы, гидроцефалия, ожирение, бесплодие.